# Wapen van Elkerzee

Wapen van Elkerzee

Het wapen van Elkerzee werd op 31 juli 1817 bevestigd door de Hoge Raad van Adel aan de Zeeuwse gemeente Elkerzee. Per 1961 ging Elkerzee op in de gemeente Middenschouwen, sinds 1997 onderdeel van gemeente Schouwen-Duiveland. Het wapen van Elkerzee is daardoor definitief komen te vervallen als gemeentewapen. In het wapen van Middenschouwen is het wapen van Elkerzee vereenvoudigd opgenomen.

## Blazoenering
De blazoenering van het wapen luidde als volgt:
In zilver 2 golvende dwarsbalken van azuur.
De heraldische kleuren zijn zilver (wit) en azuur (blauw). In het register van de Hoge Raad van Adel wordt geen beschrijving gegeven, wel een afbeelding.

## Verklaring
De heerlijkheid Elkerzee was vroeger eigendom van de familie De Witte, waarbij Jacob Laurense de Witte (1570-1627) de eerste heer van Elkerzee was. Het wapen van Elkerzee is een variant op het familiewapen (twee gegolfde zilveren dwarsbalken op een blauw veld). In die vorm werd het gevoerd als heerlijkheidswapen

Het wapen lijkt sterk op het wapen van Ellemeet, op de eend na en zijn de kleuren omgedraaid.

## Verwante wapens

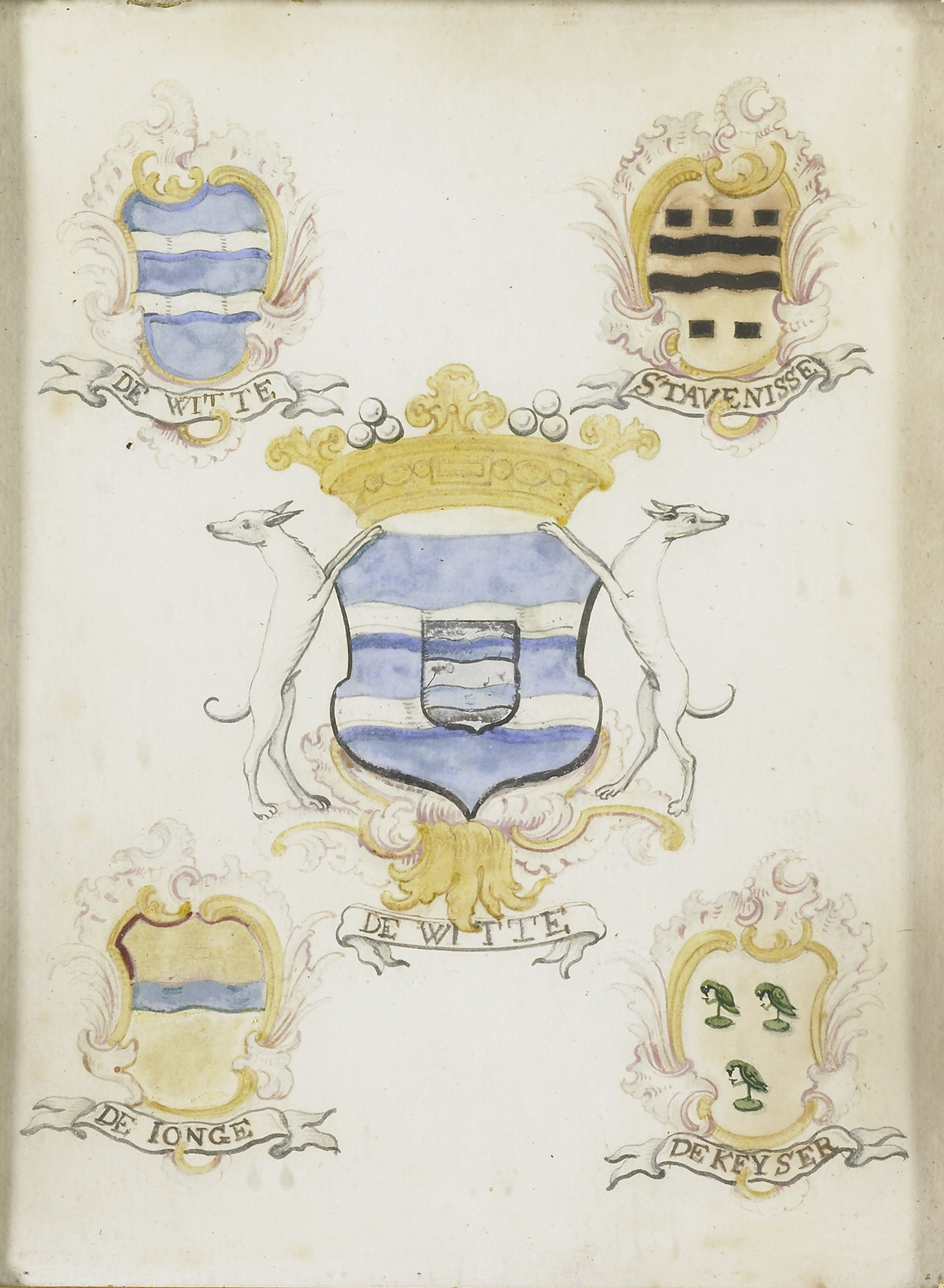
Het wapen van Laurens Jacobs de Witte (1733-1761) met linksboven het wapen van zijn opa De Witte
Wapen van Ellemeet
Wapen van Middenschouwen

Aagtekerke
· Aardenburg
· Arnemuiden
· Axel
· Baarland
· Bath
· Biervliet
· Biggekerke
· Bloois
· Bommenede
· Borssele
· Boschkapelle
· Botland
· Breskens
· Brigdamme
· Brijdorpe
· Brouwershaven
· Bruinisse
· Burgh
· Buttinge
· Cadzand
· Clinge
· Colijnsplaat
· Domburg
· Dreischor
· Driewegen
· Duiveland
· Duivendijke
· Elkerzee
· Ellemeet
· Ellewoutsdijk
· Eversdijk
· Gapinge
· Graauw en Langendam
· 's-Gravenpolder
· Grijpskerke
· Groede
· Haamstede
· 's-Heer Abtskerke
· 's-Heer Arendskerke
· 's-Heer Hendrikskinderen
· 's-Heerenhoek
· Heille
· Heinkenszand
· Hengstdijk
· Hoedekenskerke
· Hoek
· Hontenisse
· Hoofdplaat
· Hoogelande
· IJzendijke
· Kapelle
· Kats
· Kattendijke
· Kerkwerve
· Klaaskinderkerke
· Kleverskerke
· Kloetinge
· Koewacht
· Kortgene
· Koudekerke
· Krabbendijke
· Kruiningen
· Looperskapelle
· Maire
· Mariekerke
· Meliskerke
· Middenschouwen
· Nieuw- en Sint Joosland
· Nieuwerkerk
· Nieuwerkerke
· Nieuwlande
· Nieuwvliet
· Nisse
· Noordgouwe
· Noordwelle
· Oostburg
· Oosterland
· Oostkapelle
· Oost-Souburg
· Oost- en West-Souburg
· Ossenisse
· Oud-Vossemeer
· Oudelande
· Ouwerkerk
· Overslag
· Ovezande
· Philippine
· Poortvliet
· Renesse
· Rengerskerke en Zuidland
· Retranchement
· Rilland
· Rilland-Bath
· Ritthem
· Sas van Gent
· Scherpenisse
· Schoondijke
· Schore
· Serooskerke (Schouwen-Duiveland)
· Serooskerke (Veere)
· Sinoutskerke en Baarsdorp
· Sint Anna ter Muiden
· Sint-Annaland
· Sint Jansteen
· Sint Kruis
· Sint Laurens
· Sint-Maartensdijk
· Sint Philipsland
· Sirjansland
· Sluis
· Sluis-Aardenburg
· Stavenisse
· Stoppeldijk
· Valkenisse (Walcheren)
· Valkenisse (Zuid-Beveland)
· Vogelwaarde
· Vrouwenpolder
· Waarde
· Waterlandkerkje
· Wemeldinge
· West-Souburg
· Westdorpe
· Westenschouwen
· Westerschouwen
· Westkapelle
· Westkapelle-Buiten en Sirpoppekerke
· Westkerke
· Wissekerke
· Wissenkerke
· Wolphaartsdijk
· Yerseke
· Zaamslag
· Zierikzee
· Zonnemaire
· Zoutelande
· Zuiddorpe
· Zuidzande
· Zwake

Dorpswapens: Geersdijk
· Hansweert
· Kamperland